# Palimna yunnana
Palimna yunnana är en skalbaggsart som beskrevs av Stephan von Breuning 1935. Palimna yunnana ingår i släktet Palimna och familjen långhorningar.
Artens utbredningsområde är:
- Laos.
- Myanmar.

Inga underarter finns listade i Catalogue of Life.